# Liste der Abgeordneten zum Vorarlberger Landtag (XVIII. Gesetzgebungsperiode)
Diese Liste bietet einen Überblick über die Mitglieder des XVIII. Vorarlberger Landtags in der Legislaturperiode von 1954 bis 1959. 
Der 18. Vorarlberger Landtag wurde bei der Landtagswahl am 17. Oktober 1954 gewählt und hielt am 29. Oktober desselben Jahres seine konstituierende Sitzung ab. Josef Andreas Feuerstein von der ÖVP Vorarlberg wurde in dieser Sitzung wie schon in der Sitzungsperiode davor zum Landtagspräsidenten gewählt. Im 18. Landtag waren 16 Mitglieder der ÖVP, 7 der SPÖ und 3 Abgeordnete der Wahlpartei der Unabhängigen (WdU) vertreten, wobei die Volkspartei über eine Absolute Mehrheit verfügte. Die ebenfalls zur Landtagswahl angetretene Kommunistische Partei Österreichs scheiterte ebenso wie 1945 und 1949 an der 4-Prozent-Hürde zum Einzug in den Landtag.

## Funktionen

### Landtagsabgeordnete
| Name                     | Fraktion | Anmerkungen                                                                              |
| ------------------------ | -------- | ---------------------------------------------------------------------------------------- |
| Amann Gebhard            | ÖVP      | 1. Landtagsvizepräsident, zugleich ab 1958 Klubobmann der ÖVP-Landtagsfraktion           |
| Bertsch Jakob            | SPÖ      | Landtagsklubvorsitzender der SPÖ, zugleich auch Landesrat; bis 13. April 1957 (Tod)      |
| Birnbaumer Franz Josef   | ÖVP      |                                                                                          |
| Blum Elwin               | WdU      | ab 26. November 1954 für Landesrat Rudolf Kopf; ab 1956 Klubobmann der WdU               |
| Bösch Robert             | WdU      |                                                                                          |
| Diem Josef               | SPÖ      |                                                                                          |
| Feuerstein Josef Andreas | ÖVP      | Landtagspräsident                                                                        |
| Feuerstein Josef         | ÖVP      |                                                                                          |
| Fitz Ulrich              | ÖVP      |                                                                                          |
| Galehr Anton             | ÖVP      | bis 2. Oktober 1957 (Tod)                                                                |
| Ganahl Hans              | ÖVP      |                                                                                          |
| Gohm Josef               | WdU      | bis 25. Oktober 1956 (Mandatsniederlegung)                                               |
| Graf Karl                | SPÖ      | ab 18. April 1957 für Jakob Bertsch                                                      |
| Greußing Josef           | SPÖ      |                                                                                          |
| Hammer Alois             | SPÖ      |                                                                                          |
| Ilg Ulrich               | ÖVP      | zugleich auch Landeshauptmann                                                            |
| Keßler Herbert           | ÖVP      | ab 26. November 1954 für Landesrat Eduard Ulmer                                          |
| Kolb Ernst               | ÖVP      | bis 26. November 1954 (Mandatsniederlegung wegen Berufung als Landesstatthalter)         |
| Kopf Rudolf              | WdU      | bis 26. November 1954 (Mandatsniederlegung wegen Berufung als Landesrat)                 |
| Marent Franz             | ÖVP      | ab 22. Oktober 1957 für Anton Galehr                                                     |
| Moosbrugger Pius         | SPÖ      | 2. Landtagsvizepräsident                                                                 |
| Nesensohn Ambros         | WdU      | ab 25. Oktober 1956 für Josef Gohm                                                       |
| Peter Walter             | SPÖ      |                                                                                          |
| Rauch Josef              | ÖVP      |                                                                                          |
| Rhomberg Armin           | ÖVP      |                                                                                          |
| Reichart Wilhelm         | ÖVP      | ab 26. November 1954 für Landesstatthalter Ernst Kolb, Parteiaustritt am 14. August 1959 |
| Schobel Oswald           | ÖVP      | zugleich auch Landesrat für Schule und Kultur                                            |
| Tizian Karl              | ÖVP      |                                                                                          |
| Ulmer Eduard             | ÖVP      | bis 26. November 1954 (Mandatsniederlegung wegen Berufung als Landesrat)                 |
| Vögel Adolf              | ÖVP      | zugleich auch Landesrat für Finanzen, Wasser- und Hochbau                                |
| Zoller Franz             | SPÖ      |                                                                                          |